# 索诺木 (克什克腾部)
索诺木（？—1656年），博尔济吉特氏，克什克腾部人，清朝蒙古王公。
成吉思汗二十代孙，沙喇勒达之孙，麻那呼台吉之子。天聪八年（1634年）率众归附后金，崇德四年（1639年）四子部落毕里克台吉逃离清朝，他因为不追击，罚牲畜。次年，朝贡皇太极，赐蟒袍。顺治九年（1652年），被封为扎萨克一等台吉。子玛纳瑚。